# Le Mesnil-Réaume
Le Mesnil-Réaume ist eine französische Gemeinde mit 802 Einwohnern (Stand: 1. Januar 2022) im Département Seine-Maritime in der Region Normandie (vor 2016 Haute-Normandie). Sie gehört zum Arrondissement Dieppe und zum Kanton Eu. Die Einwohner werden Mesnillais genannt.

## Geographie
Le Mesnil-Réaume liegt etwa 43 Kilometer ostnordöstlich von Dieppe. Umgeben wird Le Mesnil-Réaume von den Nachbargemeinden Monchy-sur-Eu im Norden, Melleville im Osten und Südosten, Villy-sur-Yères im Süden und Südosten, Sept-Meules im Süden und Südwesten, Cuverville-sur-Yères im Westen und Südwesten sowie Baromesnil im Westen und Nordwesten.

## Bevölkerungsentwicklung
| Jahr                      | 1962 | 1968 | 1975 | 1982 | 1990 | 1999 | 2006 | 2013 |
| Einwohner                 | 251  | 250  | 435  | 461  | 464  | 439  | 464  | 705  |
| Quelle: Cassini und INSEE |      |      |      |      |      |      |      |      |

## Sehenswürdigkeiten
- Kirche Saint-Pierre aus dem 16. Jahrhundert

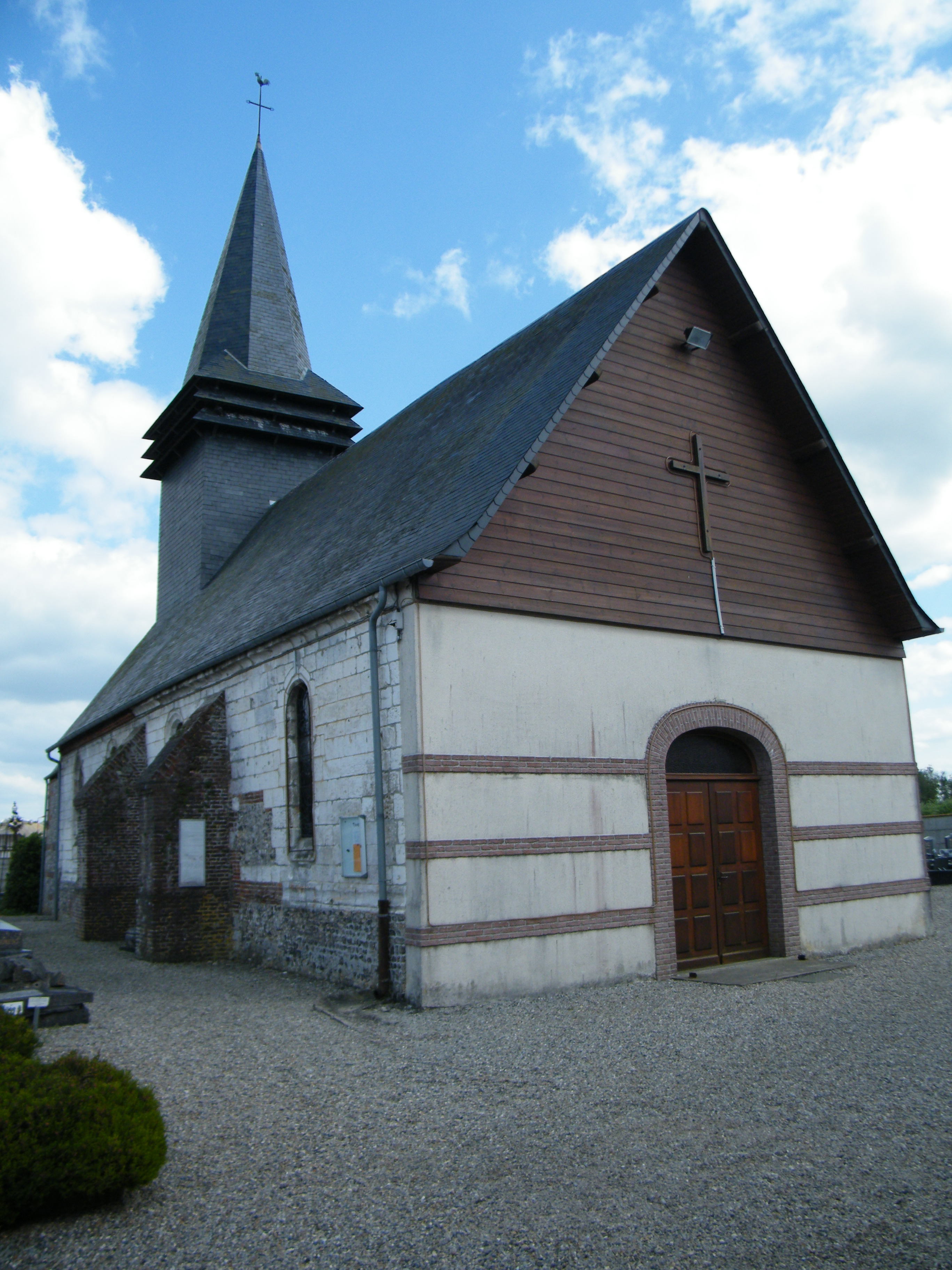
Kirche Saint-Pierre